# Castell de Trim
El castell de Trim, (Trim Castle en anglès i en irlandès Caisleán Bhaile Atha Troim), és un castell situat a la ciutat irlandesa de Trim, pertanyent actualment al Comtat de Meath, que va ser construït a la vora del riu Boyne.
Ocupa una superfície total d'uns 30 000 m², el que el converteix amb el major castell d'Irlanda, alhora que es tracta del major complex arquitectònic de l'anomenada arquitectura normanda en tot Europa. Va ser construït per Hugh de Lacy i el seu fill Walter de Lacy.

## Arquitectura
L'edifici central té tres pisos d'altura, sent anomenat torre de guàrdia o simplement torre, i posseeix una planta cruciforme única, que s'assembla a la superposició d'un quadrat a una creu, la qual cosa comporta d'aquesta manera que tingui un total de 20 angles diferents. Va ser construït en almenys tres fases diferenciades: la primera d'elles per Hugh de Lacy, aproximadament cap a l'any 1174, i la segona i tercera fases en els anys 1196 i 1206, ambdues per Walter de Lacy, el fill d'Hugh. La torre ocupa l'emplaçament en què es va assentar anteriorment una fortificació de fusta, desapareguda en un incendi l'any 1173, com a conseqüència dels atacs efectuats contra el lloc pel rei de Connacht, Rory O'Connor (en irlandès Ruaidrí Ua Conchobair).
Les restes conservades de les muralles del castell de Trim daten principalment de mitjan segle xiii. Se situen en el costat del complex arquitectònic que cau cap al costat de la ciutat de Dublín o de la pròpia ciutat de Trim, mentre que han desaparegut completament pels avatars de la Història els que es trobaven cap al costat del riu Boyne.
Alguns altres edificis o components del castell de Trim han sobreviscut també fins als nostres dies: una barbacana (element de fortificació que protegeix una porta) rodona, molt poc habitual, que es troba inserida en la muralla de tancament del castell, i que serveix com a porta d'accés del castell des de la ciutat de Dublín, una casamata de guàrdia quadrada emplaçada en el costat que cau cap a la ciutat, denominada Porta de Trim (en anglès Trim Gate), els fonaments d'un gran saló datats cap a mitjan segle xiii, així com una seca o fàbrica d'encunyació de moneda.

## Història
El castell va constituir un centre administratiu dels conqueridors anglonormands per a l'anomenada Liberty of Meath, una de les zones administratives del territori irlandès instituïdes pel rei Enric II d'Anglaterra, la gestió del qual va ser encomanada a Hugh de Lacy. Aquest últim va prendre possessió del seu nou càrrec l'any 1172, decidint residir al castell de Trim l'any 1174, després de la construcció del nou castell en pedra.

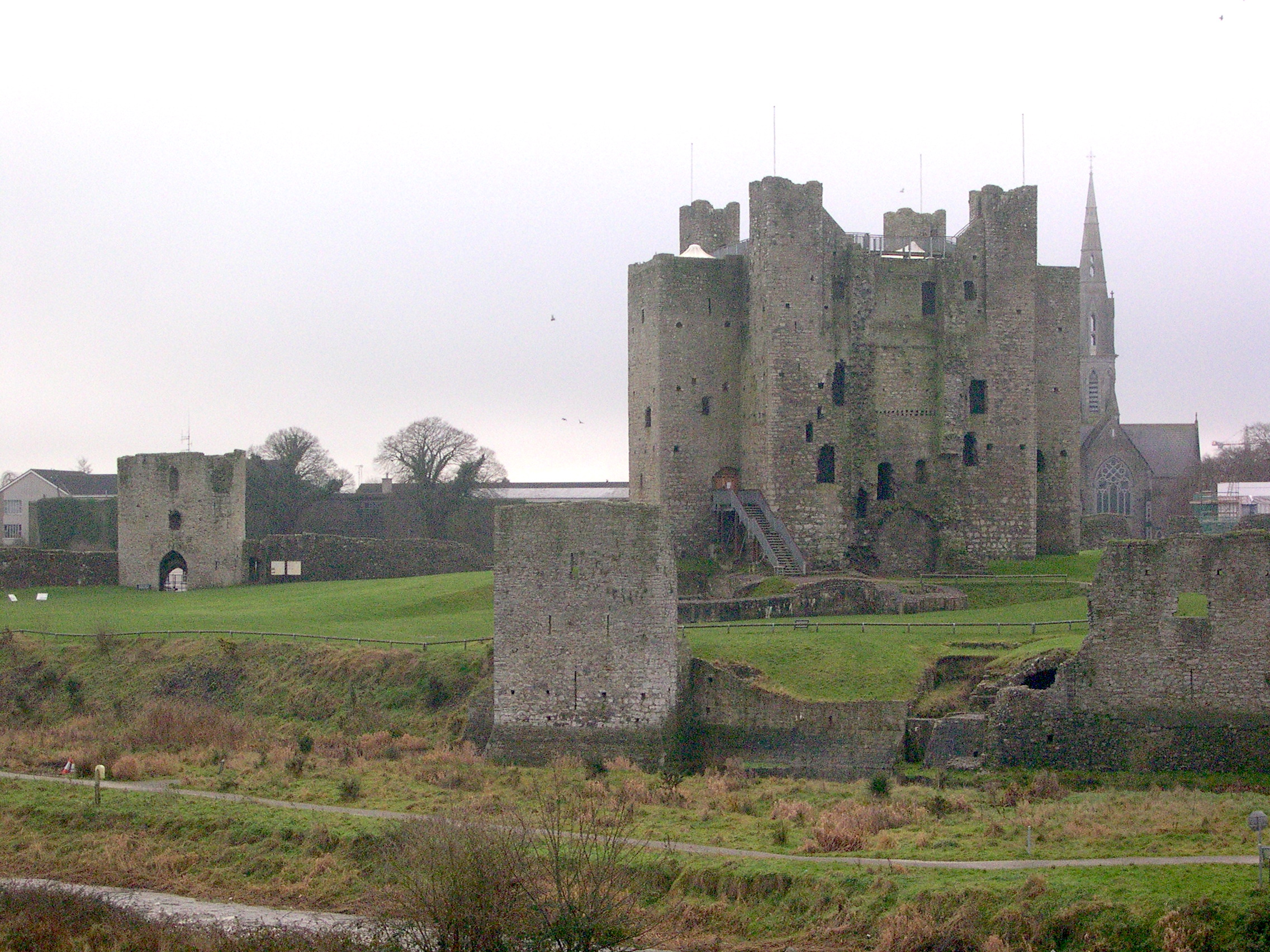
Castell de Trim.

L'emplaçament per al nou castell va ser triat en raó de la seva situació, en un terreny elevat, amb caiguda a plom sobre un gual existent al riu Boyne. Encara que emplaçat a 40 km de distància del mar d'Irlanda, era en aquesta època accessible per als vaixells, que podien remuntar el riu des de la seva desembocadura.
A la fi de l'edat mitjana, el castell de Trim Castle era el centre administratiu del comtat de Meath, i assenyalava la frontera nord del English Pal, una regió d'un radi d'una trentena de quilòmetres als voltants de Dublín, regió que estava sent progressivament fortificada pels anglesos per poder defensar-se de les incursions dels irlandesos.
Durant els segles XVI i XVII, la importància militar i estratègica del castell va decaure, a causa del progressiu assentament del control britànic sobre Irlanda, amb el que el seu estat es va deteriorar ràpidament.
Després de la conquesta d'Irlanda per Cromwell, el castell va ser assignat a la família Wellington, la qual el va mantenir en el seu poder fins a l'època d'Arthur Wellesley, qui ho va vendre a la família Leslie de Glasough, Monaghan. Al llarg dels anys posteriors, la propietat del castell de Trim va passar a les mans dels barons de Dunsany, els Plunkett. Aquests van permetre el lliure accés a les terres, alhora que periòdicament es reservaven la seva utilització amb diverses finalitats de tipus lúdic i recreatiu. Una part de les terres va ser igualment llogada a l'ajuntament del lloc, sent utilitzada com a escombriaire, i es va construir també un petit edifici destinat a ser el centre de reunions de la Royal British Legion. Els Dunsany van mantenir la propietat del castell fins a l'any 1993, data en què, després de llargs anys de negociacions, Lord Dunsany va vendre a l'Estat d'Irlanda el terreny i els edificis, encara que es va reservar el disposar d'un accés al riu, així com els corresponents drets de pesca en el lloc.

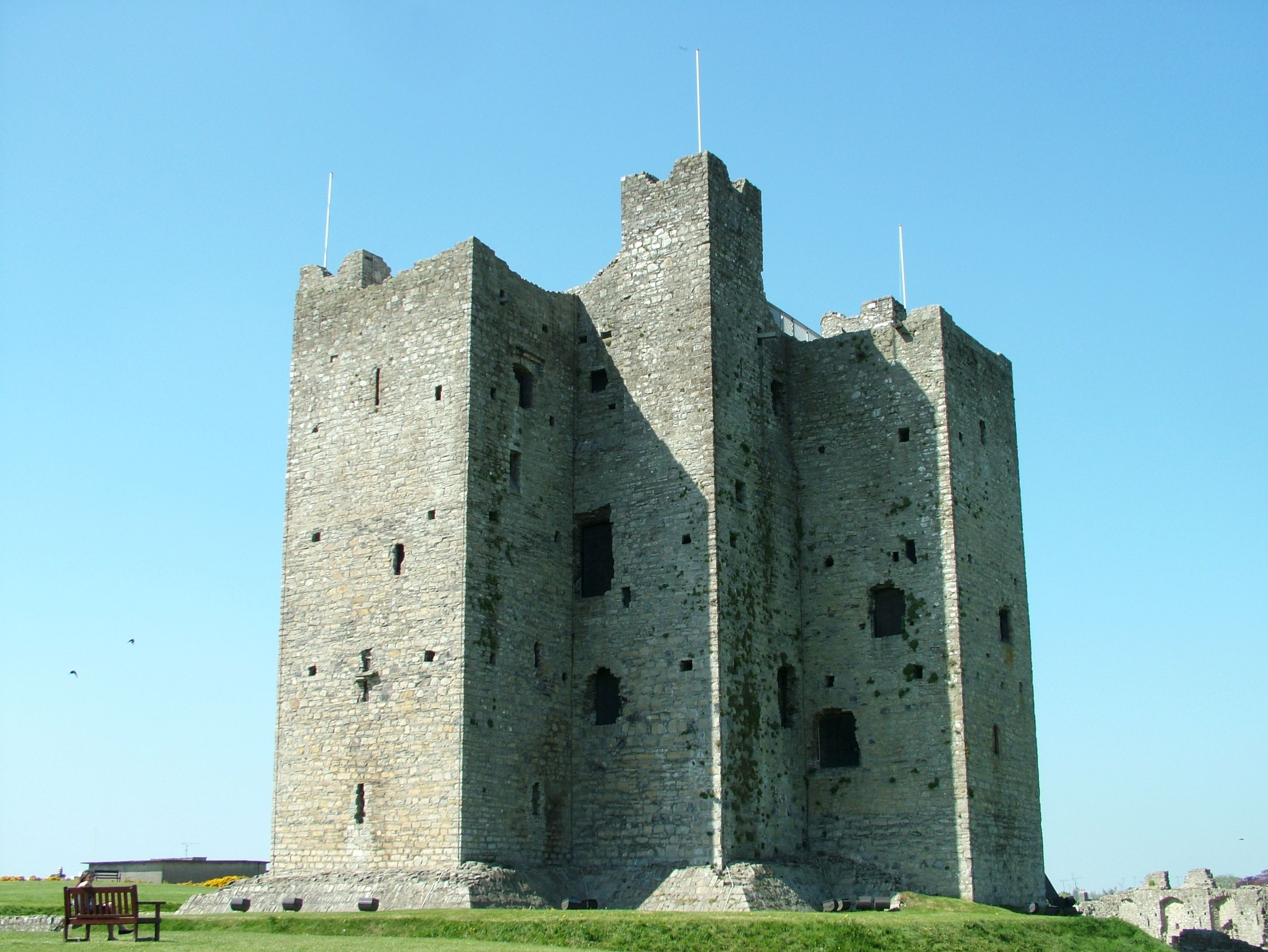
Castell de Trim.

El Office of Public Works (OPW) irlandès va poder llavors dur a terme un important treball de restauració i d'excavacions al castell, amb un cost total de més de 6 milions d'euros. Els treballs feien un especial recalcament en la restauració parcial dels fossats, així com en la instal·lació d'una teulada com a element de protecció. Tots aquests treballs de recuperació, restauració i realç del castell de Trim van servir per rebre un premi "Europa Nostra" (conegut també com a Premi del Patrimoni Cultural de la Unió Europea) en 2002. Aquest premi pretén "atorgar reconeixement a les millors pràctiques en l'àmbit de la preservació i posada en valor del patrimoni a nivell europeu".

## Visites pel públic
El castell de Trim es troba obert al públic tots els dies en el període que va des del dissabte de Setmana Santa fins al dia d'Halloween (31 d'octubre), des de les 10 h. i únicament els caps de setmana i dies festius durant l'hivern. L'entrada és de pagament.
Les zones situades en l'exterior del castell poden ser objecte de visita de forma lliure, però l'interior de la torre únicament és accessible per mitjà d'una visita guiada (en anglès) amb una durada aproximada de 45 minuts.
Els terrenys pertanyents al castell, però que es troben en l'exterior dels murs del mateix, són accessibles lliurement durant tot l'any. Dites terres inclouen un petit canal, degudament restaurat, i unes magnífiques vistes, així com un pont per als vianants que permet travessar el riu Boyne per accedir d'aquesta manera a algunes ruïnes històriques relacionades amb el castell de Trim, però lleugerament allunyades del mateix.

## Conservació

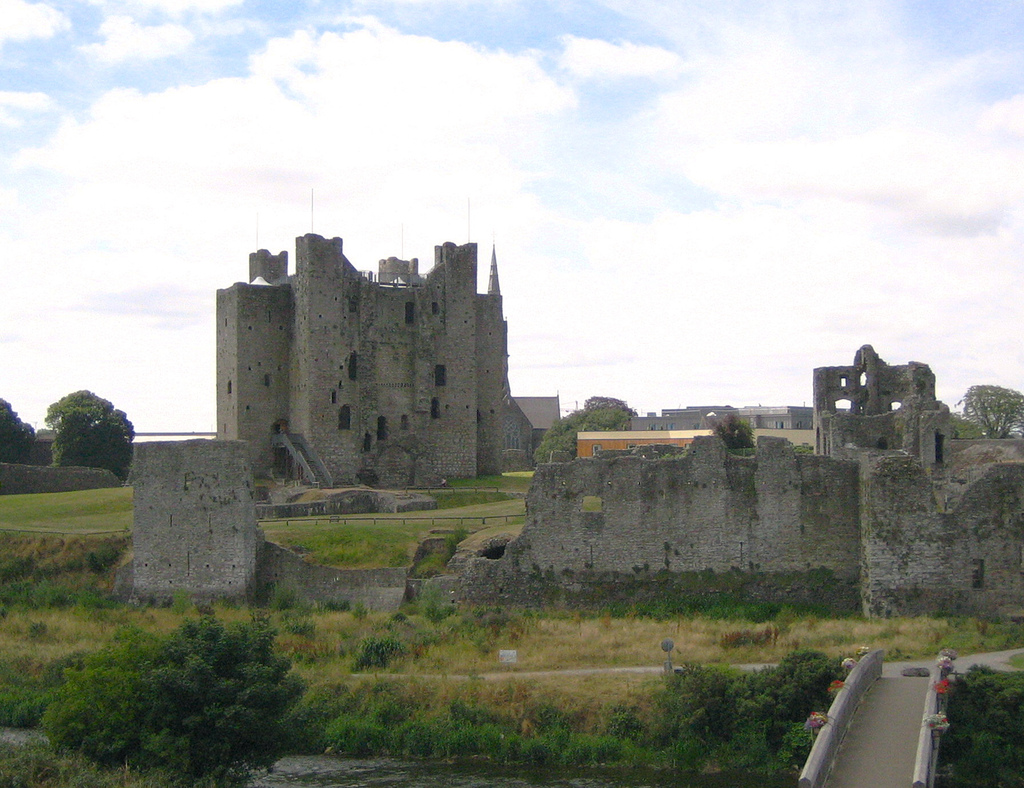
Castell de Trim.

A principis del segle xxi, el ministre irlandès de Medi ambient, Martin Cullen, va ordenar als seus funcionaris que no s'oposessin a la construcció d'un hotel de cinc pisos d'altura, a construir en uns terrenys situats enfront del castell de Trim, i l'altura del qual superava a la del propi castell. La decisió del ministre va ser objecte de moltes crítiques, efectuades per nombrosos urbanistes, funcionaris i especialistes en conservació del patrimoni cultural, que ja s'havien oposat anteriorment al tractament reservat a altres llocs històrics, com per exemple Carrickmines Castle (les ruïnes dels quals havien estat destruïdes per permetre així la construcció d'una carretera) o el domini de Carton (casa i parc històrics del segle xviii, que van ser transformats en un hotel i camp de golf en detriment de la seva pròpia conservació). El nou hotel, extremadament proper al castell de Trim Castle, va obrir les portes a l'agost de 2006, aportant un considerable nombre de turistes al castell, però causant un fort impacte visual en aquest important lloc històric d'Irlanda.

## Rodatges
El castell de Trim va ser utilitzat l'any 1994 per al rodatge d'algunes escenes de la pel·lícula Braveheart, dirigida i protagonitzada pel nord-americà Mel Gibson.